# Szőlő tőkeelhalása

## A szőlő korai tőkeelhalása

### Általános leírás, tünetek
A szőlőnövényt károsító számos gombás betegség közt egy kevéssé ismert csoportot alkotnak a korai tőkeelhalás betegségcsoport tagjai. Ebbe a kategóriába soroljuk a Botrioszfériás betegséget, az Eutípás tőkeelhalást, az Esca betegséget, a Feketelábúságot, valamint a Fomopsziszos betegséget. Ezekkel a tünetegyüttesekkel a szakirodalom jelenleg több mint 130 – túlnyomó részt a tömlősgombák közé tartozó – kórokozó fajt hoz összefüggésbe. Az egyes betegségek leggyakoribb kórokozóit az I. táblázat foglalja össze.
I. táblázat: A tőkebetegségek és legfontosabb kórokozóik
| Tőkebetegség            | Kórokozó fajok/nemzetségek                                                     |
| Botrioszfériás betegség | Diplodia spp., Neofusicoccum parvum                                            |
| Eutípás tőkeelhalás     | Eutypa lata, Eutypella spp.                                                    |
| Esca betegség           | Phaeomoniella chlamydospora, Phaeoacremonium minimum, Fomitiporia mediterranea |
| Feketelábúság           | Ilyonectria spp., Campylocarpon spp., Cylindrocarpon spp.                      |
| Fomopsziszos betegség   | Diaporthe spp.                                                                 |

Ezen betegségek közös jellemzője, hogy az azokat kiváltó kórokozók a gyökereken, vagy a metszési sebeken keresztül behatolva, a növény fás részeit kolonizálják. Az elszaporodó gombák által elválasztott bontóenzimek a farész részleges elhalását (nekrózis) okozzák, mely sötét színű elszíneződésként jelenik meg a tőkék keresztmetszetén. A kórokozók ugyan nem, de az általuk elválasztott különböző a gazdanövényt károsító vegyületek (másodlagos anyagcsereterméke, fehérjék, poliszacharidok) a növény zöld részeibe is eljuthatnak és ott tüneteket alakítanak ki. A fiatal hajtások esetében ez a visszamaradott növekedésben, a levelek esetében elszíneződések (klorózisok) és nekrózisok kialakulásában nyilvánul meg. Súlyos formájában a korai tőkeelhalás betegségei a növény elpusztulását (apoplexia) okozzák, amit a levelek idő előtti gyors elszáradása jelez.

### Védekezés problémái és lehetőségei
A szőlő korai tőkeelhalását okozó betegségek jelenleg az egyik legnagyobb kihívást jelentik a szőlő növényvédelmében. Hatékony védekezési lehetőség a nátrium-arzeint használatból történő kivonása óta nem áll rendelkezésre ezekkel a betegségekkel szemben. A védekezést számos okból kifolyólag nehézkes mind a diagnosztika, mind a kezelés tekintetében. A fertőzött tőkék azonosítását nehezíti, hogy a jól látható, a leveleken megjelenő tünetek igen gyakran nem válnak láthatóvá a növény fertőzöttsége esetén sem, míg az egyértelmű a fás szövetekben megmutatkozó tünetek csak a növény nagyfokú károsításával tehetők láthatóvá. A védekezéshez használható, megfelelő gombaellenes szerek kiválasztása az igen nagyszámú kórokozó miatt problémás, amit tetéz a kijuttatás problémája, ugyanis a növény fás részeiben elhelyezkedő kórokozók fizikai védelmet élveznek a permetszerekkel szemben. A más gombabetegségekkel szemben (pl. lisztharmat, peronoszpóra) hatékony, keresztezésekkel kialakítható, genetikailag meghatározott ellenállóság a tőkebetegségek tekintetében a rezisztens szőlőfajták, vagy rokonfajok hiánya miatt nem jelenthet megoldást.    
A védekezés lehetőségei jelenleg speciális szőlészeti eljárásokra korlátozódnak. A fertőzések megelőzése érdekében alkalmazható kettős-metszés, illetve a metszési sebek gombaellenes szerrel történő kezelése. A már fertőzött tőkék esetén a tőkemegújítással megakadályozhatjuk a fertőzés további fejlődését, azonban mivel ez az eljárás a beteg részek mechanikai eltávolítását jelenti, jelentős károsító hatással bír a növényre nézve is.     
A tőkebetegségek megelőzése és kezelése céljából egyre nagyobb figyelem irányul a gombák ellen alkalmazható élő mikroorganizmusok (biokontroll ágensek) használatára, mely tekintetben a Trichoderma gombanemzetség fajait vizsgálták széleskörűen. Ezen gombák spóráit felhasználták a szaporítóanyag, illetve a metszési sebek  kezelésére is, melynek eredményeként a tőkebetegségek megjelenése a kezelt növényekben nagy mértékben csökkent.